# Ambrogio Minoja
Ambrogio Minoja (22. října 1752 Ospedaletto Lodigiano – 3. srpna 1825 Milán) byl italský hudební skladatel a pedagog.

## Život
Ambrogio Minoja se narodil 22. října 1752 v Ospedaletto Lodigiano. V roce 1766 se stal žákem varhaníka Saverio Anselmi v Lodi. Poté studoval na konzervatoři Conservatorio della Pietà dei Turchini v Neapoli u Nicola Saly kontrapunkt a zpěv. Do roku 1772 pak pobýval v Římě. Pak se usadil v Miláně, kde od roku 1784 do roku 1802 hrál na cembalo v orchestru divadla La Scala, kde vystřídal Giovanni Battistu Lampugnaniho a v divadle Teatro alla Canobbiana. Současně působil jako generální sekretář Pio Istituto dei professori di musica (Ústavu hudebních pedagogů).
26. prosince 1786 v divadle La Scala představil svou první operu Titus v Galii komponovanou na libreto Giulia Sabiny a o rok později v Římě v Teatro Argentina operu Zenobia na libreto Pietra Metastasia. Během tohoto období, skladatel komponoval četné instrumentální skladby, včetně šesti smyčcových kvartetů známých pod názvem I divertimenti della campagna, sbírky sonát a pro housle a cembalo a divertimenta pro cembalo a housle.
V roce 1789 získal místo kapelníka v chrámu Santa Maria della Scala a věnoval se kompozici chrámové hudby. Od roku 1795 působil jako cembalista v orchestru Teatro Ducale v Parmě.
Po obsazení milánského vévodství francouzskými vojsky v roce 1796 byl na republikánské straně. V roce 1798 vyhrál skladatelskou soutěž skladbou Sinfonia funebre komponovanou na památku generála Lazara Gauchera. Cenou byla zlatá medaile v hodnotě 100 zlatých.
21. prosince 1799 byla v La Scale provedena jeho kantáta Inno per l’anniversario della caduta dell’ultimo re di Francia (Píseň k výročí pádu posledního krále Francie). K příležitosti korunovace Napoleona Bonaparte králem Itálie v milánské katedrále roku 1805, zkomponoval Te Deum a Veni Creator Spiritus. Díla byla provedena za jeho řízení orchestrem čítajícím 250 hudebníků. 13. února 1806 zkomponoval kantátu na počest příjezdu místokrále Itálie Eugena Beauharnais a jeho manželky princezny Augusty Bavorské do Milána.
Jako uznání jeho služeb byl jmenován jedním z osmi řádných členů hudebního oddělení italské Společnosti věd, literatury a umění (Società italiana di scienze, lettere ed arti) vytvořené v novém království Itálie. V roce 1808 bylo rozhodnuto o zřízení Královské konzervatoře v Miláně, podle vzoru konzervatoři v Paříži. Ambrogio Minoja se stal, spolu s Bonifaziem Asiolim, jedním ze zakladatelů.
V roce 1812 vydal učebnici zpěvu Lettera sopra il canto a věnoval ji Asiolimu. 28. července 1814 byl jmenován cenzorem na Konzervatoř v Miláně, odpovědným za vzdělávací a uměleckou činnost ústavu. Tuto pozici zastával až do roku 1824.
Ambrogio Minoja zemřel v Miláně 3. srpna 1825.

## Dílo

### Opery
- Tito nelle Gallie (libreto Giulio Sabino, 1786 Milán)
- Olimpiade (libreto Pietro Metastasio, 1787 Řím, Teatro Argentina)

### Chrámová hudba
- Tre sonate per il clavicembalo o fortepiano ed un violino d’accompagnamento
- De profundis a tre voci
- Solfeggi per uno, due soprani e basso continuo
- Messa da Requiem
- De profundis a quattro voci in italiano
- Stabat Mater per tre voci e orchestra
- Laudate pueri, per quattro voci e orchestra
- La distruzione di Gerusalemme (oratorium)